# Australocamelus orarius
Australocamelus orarius és una espècie extinta de mamífer artiodàctil de la família dels camèlids que visqué a Nord-amèrica durant el Miocè. Se n'han trobat restes fòssils als Estats Units. Es tracta de l'única espècie del gènere Australocamelus. Tenia el maxil·lar inferior menys profund que Oxydactylus. Les dents molars eren estretes i de tipus subhipsodont.